# Parc de Karjasilta
Le parc de Karjasilta (finnois : Karjasillanpuisto) est un parc du fossé situé dans le quartier de Karjasilta à Oulu en Finlande. 

## Présentation
L'endroit du parc Karjasilta servait autrefois de pâturage pour le bétail en ville. 
Le parc Karjasilta est le dernier parc de la série de parcs conçue par Carl Ludwig Engel et Johan Albrecht Ehrenström. 
Le fossé de la ville passe sous la voie ferrée et pénètre dans le quartier de Karjasilta, où il s'étend en une mouille sur laquelle on peut voir l’œuvre Siivet, sculptée en 1965 par Martti Tarvainen, illustrant le décollage de trois cygnes.
Près du fossé, il y a un sentier sableux avec des bancs et en été, un kiosque à glaces est situé à côté de l'intersection de la rue Leevi Madetojan katu et de Suvantokatu.
Le parc de Karjasilta est situé en prolongement du parc de Lyötty.